# Keszler Andrea
Keszler Andrea (Tatabánya, 1989. július 28. –) magyar válogatott, Európa-bajnok rövidpályás gyorskorcsolyázó.

## Sportpályafutása
A 3000 méteres váltó tagjaként a 2009-es torinói Európa-bajnokságon aranyérmes, a 2011-es heerenveeni Európa-bajnokságon ezüstérmes, a 2012-es Mladá Boleslav-i és a 2014-es drezdai Európa-bajnokságon pedig bronzérmes lett. A váltón kívül egyéniben 500 méteren szerzett Európa-bajnoki bronzérmet 2012-ben Mladá Boleslavban. 2014 januárjában, a Drezdában zajló rövidpályás gyorskorcsolya Eb 1500 méteres egyéni versenyében a 34. helyen végzett, míg a női váltó tagjaként bronzérmet nyert a 3000 méteres távon.
A 2010-es vancouveri téli olimpián a 3000 méteres váltó tagjaként az ötödik helyen végzett.
A 2014. évi téli olimpiai játékokon 500 méteren 28., a váltóval 6. lett.
A 2015-ös rövid pályás gyorskorcsolya Európa-bajnokságon sípcsonttörést szenvedett.
A 2018-as téli olimpián a 3000 méteres női váltó tagjaként negyedik helyet szerzett.

## Elismerései
- Magyar Köztársasági Bronz Érdemkereszt (2010)[5]